# Ultimate Container Carrier
Der Ultimate Container Carrier (UCC) war ein von der Reederei Nedlloyd entwickelter lukendeckelloser Containerschiffstyp mit einer Kapazität von 3560 und 4112 TEU. Die sieben UCC-Schiffe waren die ersten großen Containerschiffe, bei denen dieses Laderaumkonzept umgesetzt wurde.

## Geschichte
Der Nedlloyd übernahm im Jahr 1981 die niederländische Schwergutreederei Mammoet. Diese hatte großen Anteil an der Entwicklung der sogenannten Dockschiffe, welche für den Transport großer sperriger Güter in einem offenen Laderaum ohne Lukendeckel konzipiert sind. Beim Bau des Schwergutdockschiffs Happy Buccaneer im Jahr 1983 wurde erstmals ein Schiff dieses Typs abgeliefert, dessen Laderaummaße gleichzeitig für den Transport von Containern optimiert waren. Da der Bau lukendeckelloser Schiffe in der Internationalen Freibordverordnung nicht vorgesehen ist, musste zunächst die Unbedenklichkeit derartiger Schiffsentwürfe nachgewiesen werden.
Nach weiteren Planungen in den 1980er Jahren bestellte der Nedlloyd 1990 schließlich sieben Ultimate Container Carrier bei den japanischen Werften Mitsubishi Harima Heavy Industries und Ishikawajima Harima Heavy Industries. Letztere lieferte im selben Jahr das weltweit erste Open-Top-Containerschiff, die Bell Pioneer ab.
Hergestellt wurde die Baureihe in den Jahren 1990 bis 1994 in sieben Einheiten, fünf kleinere Panamax-Schiffe des Typs UCC 3100 mit jeweils rund 3500 TEU sowie zwei etwas längere und breitere Einheiten des Typs UCC 4000 mit etwas über 4100 TEU (im späteren Einsatz konnte eine geringfügig höhere TEU-Zahl realisiert werden). Eingesetzt wurden die Schiffe zunächst in der weltweiten Linienfahrt des Nedlloyd, nach dem Zusammengehen mit der britischen Reederei P&O im Dezember 1996 im gemeinsamen Liniennetz des britisch-niederländischen Joint Venture P&O Nedlloyd. Später im Jahr 2004 übernahm die dänische Reederei Maersk die P&O-Nedlloyd, woraufhin die Schiffe verkauft wurden. Sie wurden aber von Maersk zurückgechartert und waren (zum Teil umbenannt) bis 2013 bei Maersk in Fahrt. Ab Ende 2013 wurden die ersten Einheiten der Serie verschrottet.

## Die Schiffe
| Ultimate Container Carrier   | Ultimate Container Carrier | Ultimate Container Carrier | Ultimate Container Carrier | Ultimate Container Carrier | Ultimate Container Carrier                                                                                                   |
| Bauname                      | Typ                        | Bauwerft/ Baunummer        | IMO-Nummer                 | Ablieferung                | Umbenennungen und Verbleib                                                                                                   |
| ---------------------------- | -------------------------- | -------------------------- | -------------------------- | -------------------------- | --- |
| Nedlloyd Asia                | UCC 3100                   | Ishikawajima/3007          | 8915665                    | 9. Dezember 1991           | 2014 Cashel, am 28. Januar 2014 zur Verschrottung in Chittagong eingetroffen und dort am 4. Februar gestrandet               |
| Nedlloyd Europa              | UCC 3100                   | Mitsubishi/1184            | 8915691                    | Dezember 1991              | 2014 Dabat, ab März 2014 in Alang verschrottet                                                                               |
| Nedlloyd America             | UCC 3100                   | Ishikawajima/3008          | 8915677                    | 28. Februar 1992           | 2013 Ekali, am 23. Januar 2014 zur Verschrottung in Alang eingetroffen und dort am 31. Januar gestrandet                     |
| Nedlloyd Africa              | UCC 3100                   | Mitsubishi/1185            | 8915706                    | März 1992                  | 2013 Baltario, ab März 2014 in Alang verschrottet                                                                            |
| Nedlloyd Oceania             | UCC 3100                   | Ishikawaijma/3009          | 8915689                    | 28. April 1992             | 2013 Gato, am 16. Januar 2014 zur Verschrottung in Alang eingetroffen und dort am 19. Januar gestrandet                      |
| Nedlloyd Hongkong            | UCC 4000                   | Ishikawajima/3014          | 9001253                    | 18. Februar 1994           | 2006 Maersk Miami , 2013 Hemol, am 23. Januar 2014 zur Verschrottung in Alang eingetroffen und dort am 30. Januar gestrandet |
| Nedlloyd Honshu              | UCC 4000                   | Mitsubishi/1187            | 9001318                    | Februar 1995               | 2013 Kadik, am 15. Januar 2014 zur Verschrottung in Alang eingetroffen und dort am 18. Januar gestrandet                     |
| Daten: Equasis, grosstonnage |                            |                            |                            |                            | |